# 狭間直樹
狭間 直樹（はざま なおき、1937年8月30日 - ）は、日本の歴史学者。京都大学名誉教授。専門は中国近現代史。財団法人孫中山記念会副理事長。兵庫県出身。

## 経歴
- 1961年 京都大学文学部史学科卒業
- 1966年 京都大学大学院文学研究科博士課程単位取得満期退学
- 1977年 京都大学人文科学研究所助教授
- 1985年 京都大学人文科学研究所教授
- 2001年 「梁啓超の基礎的研究」で京都大学より文学博士の学位を取得、京都大学定年退官、名誉教授、京都産業大学外国語学部教授　2008年退職。

## 著作

### 単著
- 『中国社会主義の黎明』岩波新書 1976
- 『梁啓超 東アジア文明史の転換』岩波現代全書 岩波書店 2016
- 『近代東アジア文明圏の啓蒙家たち』京都大学学術出版会 2021

### 共著
- 『中国文明選 15 革命論集』小野信爾・吉田富夫 朝日新聞社 1972
- 岩井茂樹・森時彦・川井悟『データでみる中国近代史』有斐閣 1996
- 長崎暢子『世界の歴史27 自立へ向かうアジア』中央公論新社 1999、中公文庫 2009

### 編纂
- 中国国民革命の研究 京都大学人文科学研究所 1992
- 『一九二〇年代の中国 京都大学人文科学研究所共同研究報告』汲古書院 1995
- 『共同研究　梁啓超―西洋近代思想受容と明治日本』みすず書房 1999
- 『京都大学人文科学研究所70周年記念シンポジウム論集　西洋近代文明と中華世界』京都大学学術出版会 2001

### 訳書
- 胡縄『中国近代史 1840-1924』小野信爾,藤田敬一共訳 平凡社 1974
- 金冲及主編・監訳『周恩来伝』全3巻、阿吽社 1992～93
- 丁文江・趙豊田共編、島田虔次・石川禎浩ほか共訳『梁啓超年譜長編』全5巻、岩波書店 2004

## 論文
- <狭間直樹